# Georg Ludwig Friedrich von Dalwig
Georg Ludwig Friedrich Freiherr von Dalwig (* 3. November 1762 in Pitschen; † 14. März 1832 in Brieg) war ein preußischer Generalmajor und Erbherr auf Miechowitz.

## Leben

### Herkunft
Seine Eltern waren der General der Kavallerie Georg Ludwig von Dalwig (1725–1796) und dessen erste Ehefrau Antonie, geborene von Stechow († 1764).

### Militärlaufbahn
Dalwig kam im Jahr 1774 als Junker in das Kürassierregiment „von Dalwig“ der Preußischen Armee, dessen Chef sein Vater war. Am 26. Oktober 1778 wurde er als Fähnrich in das Dragonerregiment „von Thun“ versetzt. Im Bayerischen Erbfolgekrieg 1778/79 wurde er im Gefecht bei Nachod verwundet, kämpfte dann aber bei Möckern und Jägersdorf. Am 3. August 1783 wurde Dalwig Sekondeleutnant und kam am 24. November 1789 als Stabsrittmeister in das Husarenregiment „von Groeling“. Dort wurde er am 30. Juli 1792 Rittmeister und Eskadronchef. Im Ersten Koalitionskrieg kämpfte Dalwig bei der Kanonade von Valmy, der Belagerung von Verdun sowie den Schlachten bei Kaiserslautern und Pirmasens, ferner bei den Gefechten bei Hoch, Guntersblum, Deidesheim, Denningen und Edinghofen. Bei Guntersblum wurde er verwundet. Am 16. September 1792 erhielt Dalwig den Orden Pour le Mérite und am 23. Dezember 1792 wurde er zum Major befördert.
Nach dem Krieg wurde Dalwig am 15. Dezember 1801 zu neuerrichteten Dragonerregiment „von Rouquette“ versetzt. Dort wurde er am 23. Mai 1802 Oberstleutnant und am 26. Mai 1804 Oberst. Während des Vierten Koalitionskrieges geriet Dalwig in der Schlacht bei Preußisch Eylau schwer verwundet in Gefangenschaft. Am 25. November 1807 wurde er auf Halbsold gesetzt.
Dalwig galt als großer Pferdekenner und so wurde er nach dem Krieg ab dem 1. September 1809 für den Pferdeaufkauf für die Kavallerie (Remonte) eingesetzt. Dafür erhielt er ein Gehalt von 1900 Talern und vier Rationen. Am 1. November 1810 wurde er Generalmajor mit Patent vom 3. November 1810. Noch vor den Befreiungskriegen bekam er am 1. Februar 1813 seinen Abschied mit 1200 Talern Pension. Im Jahr 1814 erhielt er den Roten Adlerorden III. Klasse. Er starb am 14. März 1832 in Brieg.

### Familie
Dalwig war dreimal verheiratet. Am 30. Januar 1786 heiratete er in Trossin Helene von Blankensee (* 1769). Nach der Scheidung 1792 heiratete er am 29. April 1798 auf Tarnowitz Charlotte von Gaffron (1779–1804). Das Paar hatte folgende Kinder:
- Anna Charlotte Elisabeth Georgine (1799–1856)

⚭ 1820 (geschieden 15. Juli 1834) Major Friedrich von Ehrhardt (1789–1864)
⚭ 1835 Ferdinand von Pritzelwitz (1796–1846), Major im Garde-Kürassier-Regiment, Sohn von Karl Ludwig von Pritzelwitz
- Ludwig (1800–1866), preußischer Generalmajor ⚭ Auguste von Schweinitz (1818–1898), Tochter des Generalmajors Ernst von Schweinitz

Nach ihrem Tod im Februar 1804 heiratete er am 26. Juni 1804 in Königsberg Sylvia von Frankenberg (1784–1873), eine Tochter des Generalmajors Sylvius von Frankenberg und Proschlitz. Das Paar hatte folgende Kinder:
- Hans (* 1806)
- Henriette (* 1808) ⚭ N.N. Hartmann, Hauptmann a. D. und Postmeister in Angerburg
- Sophie (1812–1868) ⚭ 1838 Karl von Clausewitz (1791–1870), preußischer Oberst
- Friedrich (1818–1848), Premierleutnant in der 6. Artillerie-Brigade
- Moritz (1822–1864), Hauptmann und Kompaniechef im 8. Westfälischen Infanterie-Regiment Nr. 57